# هارت‌بریکر (آلبوم اینا)
هارت‌بریکر (انگلیسی: Heartbreaker) هفتمین آلبوم استودیویی از خواننده رومانیایی اینا است. این آلبوم در ۲۷ نوامبر توسط گلوبال رکوردز برای استریمینگ در یوتیوب و در ۴ دسامبر ۲۰۲۰ در قالب دیجیتال دانلود منتشر شد.

## زمینه
اینا در مه ۲۰۱۹ ششمین آلبوم استودیویی خود را با عنوان یو منتشر کرد، که به‌طور مشترک توسط گلوبال رکوردز و راک نیشن منتشر شده‌است. آلبوم که شامل ترانه‌هایی بود که کاملاً به زبان اسپانیایی نوشته شده‌اند، و خواننده کنترل کامل خلاقیت خود را بر روی ضبط آلبوم به کار گرفته بود و با تهیه‌کننده رومانیایی دیوید سینته بر روی آلبومش بسیار کار کرد. او متریال آلبوم یو را تجربی و تحت تأثیر گاسپیل توصیف کرد، که از کارهای رقص الکترونیک (EDM) قبلی او دوری می‌شد. با انتشار ترانه «عزیزم» در نوامبر ۲۰۱۹، چهارمین ترانه نامبر-وان اینا در جدول فروش بومی ایرپلی ۱۰۰، او دوباره به ژانر اصلی خود بازگشت.

## فهرست قطعه‌ها
اقتباس‌شده از یوتیوب
| هارت‌بریکر – ورژن استاندارد | هارت‌بریکر – ورژن استاندارد | هارت‌بریکر – ورژن استاندارد |
| شماره                      | نام                        | مدت                        |
| -------------------------- | -------------------------- | -------------------------- |
| ۱.                         | «Maza Jaja»                | ۳:۲۱                       |
| ۲.                         | «Heartbreaker»             | ۳:۰۱                       |
| ۳.                         | «One Reason»               | ۳:۰۹                       |
| ۴.                         | «Flashbacks»               | ۲:۵۸                       |
| ۵.                         | «Till Forever»             | ۳:۱۱                       |
| ۶.                         | «You and I»                | ۲:۴۷                       |
| ۷.                         | «Beautiful Lie»            | ۳:۰۱                       |
| ۸.                         | «Gucci Balenciaga»         | ۲:۵۱                       |
| ۹.                         | «Sunset Dinner»            | ۲:۵۲                       |
| ۱۰.                        | «THICKY»                   | ۳:۰۵                       |
| مجموع مدت:                 | مجموع مدت:                 | ۳۰:۱۶                      |

## تاریخچهٔ انتشار
| منطقه | زمان           | فرمت           | ناشر   |
| ----- | -------------- | -------------- | ------ |
| جهانی | ۲۷ نوامبر ۲۰۲۰ | استریمینگ      | گلوبال |
| جهانی | ۴ دسامبر ۲۰۲۰  | دیجیتال دانلود | ن/م    |